# Fugleskræmsel
Et fugleskræmsel er en attrap eller en dukke sat op for at skræmme fugle væk fra menneskers dyrkningsområder, for at hindre spisning eller anden beskadigelse af afgrøder.
Traditionelt bliver fugleskræmsler lavet efter menneskelig form. Det menneskelignende fugleskræmslet bliver også nævnt i litteratur og som skrækfigur i amerikansk Halloweenfejring. Andre fugleskræmsler kan efterligne fuglenes naturlige rovdyr. Fugleskræmsler fungerer ved at se farlige ud, bevæge sig eller lave lyd.